# Aansprakelijkheid van ouders voor hun kinderen (België)
In België zijn de ouders aansprakelijk voor de schade die hun minderjarig kind veroorzaakt door een fout. 

## Rechtsgrond
Artikel 1384, tweede lid BW luidt sinds de wetswijziging van 6 juli 1977 immers als volgt:
De vader en de moeder zijn aansprakelijk voor de schade veroorzaakt door hun minderjarige kinderen.
Enkel de benadeelde kan zich beroepen op art. 1384, tweede lid BW. Dit heet het relatief karakter.

## Ouders
Enkel de ouders zijn aansprakelijk. Dit zijn ofwel de biologische ouders, de adoptieouders en in het geval van holebiouders ook de meemoeder of -vader. Sinds de wetswijziging van 18 mei 2006 werd holebi-adoptie mogelijk, maar de wetgever heeft evenwel nagelaten om art. 1384, tweede lid BW geslachtsneutraal te maken. Het gaat dus niet om tantes, onkels, grootouders, de voogd, broers, zussen etc. 
Beide ouders zijn in solidum aansprakelijk voor de gehele schade. Het gaat dus om een vorm van cumulatieve aansprakelijkheid. Zelfs al indien de ouders gescheiden zijn, blijven zij beiden aansprakelijk, zelfs indien maar één ouder het ouderlijk gezag uitoefent of indien een ouder maar een beperkt omgangsrecht heeft met het kind. Ook wanneer het kind is opgenomen in een instelling, blijven de ouders aansprakelijk.
In bovenstaande gevallen wordt de aansprakelijkheid van de ouders niet uitgesloten, omdat indien het minderjarige kind een fout begaat die schade veroorzaakt, beide ouders worden vermoed zowel een fout in de opvoeding als in het toezicht te hebben begaan (zie verder).

## Minderjarig kind
De ouders zijn enkel aansprakelijk voor de schade die voortkomt uit de fouten begaan door hun minderjarige kinderen, zelfs al zijn die minderjarige kinderen schuldonbekwaam en is niet voldaan aan het subjectief element van de fout. Ouders zijn m.a.w. kwalitatief aansprakelijk voor de objectieve onrechtmatigheden die hun minderjarige kinderen begaan.
Zijn de kinderen meerderjarig, dan kan de benadeelde de ouders niet aansprakelijk stellen. Hetzelfde geldt in geval van ontvoogding. In het algemeen neemt rechtsleer aan dat deze aansprakelijkheid niet geldt voor ouders van verlengd minderjarigen.

## Objectieve onrechtmatigheid
De ouders zijn aansprakelijk voor de fout of voor minstens de objectieve onrechtmatigheid die hun kinderen begaan. De ouders zijn dus ook aansprakelijk indien het kind schuldonbekwaam is (door bijvoorbeeld een geestesziekte). De aanwezigheid van het subjectief is daarentegen wel relevant voor de persoonlijke aansprakelijkheid van het kind. Ze kunnen zich wel bevrijden van deze aansprakelijkheid indien er sprake is van een vreemde oorzaak of van een rechtvaardigingsgrond. 

## Wettelijk aansprakelijkheidsvermoeden
Indien het kind dus minstens een objectieve onrechtmatigheid heeft begaan, worden de ouders vermoed om een fout in de opvoeding én een fout in het toezicht te hebben begaan. Dit zijn weerlegbare vermoedens: de ouders kunnen ontsnappen aan hun aansprakelijkheid door aan te tonen dat zij geen fout in opvoeding én geen fout in het toezicht hebben begaan. Doch, om te ontsnappen aan deze aansprakelijkheid moet(en) de ouder(s) beide foutvermoedens weerleggen.

### Fout in de opvoeding
Zodat de ouders een goede opvoeding kunnen bewijzen, moeten zij concrete elementen bijbrengen die daarop wijzen: het leveren van een goede opvoeding is namelijk een inspanningsverbintenis. Algemene beweringen volstaan in principe niet (zoals bijvoorbeeld goede studieresultaten). Bij het leveren van dit bewijs spelen de persoonlijke opvattingen en overwegingen van de rechter een grote rol. Sommige rechters zijn strenger dan andere. Er dient rekening gehouden te worden met alle feitelijke elementen, waardoor de fout in de opvoeding in principe niet kan worden afgeleid uit de zwaarwichtigheid van de fout die het kind beging. Bij de beoordeling speelt vaak een rol of de ouders van kinderen met gedragsproblemen beroep hebben gedaan op gespecialiseerde hulp, of indien het gaat om een eenmalig, geïsoleerd feit.

### Fout in het toezicht
Om de fout in het toezicht te weerleggen, moeten de ouders aantonen dat zij voldoende toezicht hielden over de minderjarige om de schadeverwekkende gedraging te voorkomen. De rechter gaat hierbij in concreto na of de ouders zijn tekortgekomen in deze toezichtverplichting. De leeftijd van de minderjarige is hier belangrijk: hoe ouder het kind, hoe minder toezicht is vereist en vice versa. Ook de aard van de activiteiten speelt een grote rol, alsook het opleidingsniveau van de ouders en het familiaal, sociaal en cultureel milieu waarin zij met hun kinderen leven.

## Regresvordering
Indien de ouders aansprakelijk worden gesteld op basis van art. 1384, tweede lid BW, dan hebben zij op hun kind een regresvordering op grond van art. 1382-1383 BW.
Indien het minderjarige kind persoonlijk aansprakelijk wordt gesteld (en dus niet de ouders), dan kan hij de ouders aanspreken door zich te beroepen op de fout van de ouders in de opvoeding of toezicht.
Beide hypotheses zijn eerder theoretisch en komen nooit voor in de praktijk.

## Objectieve aansprakelijkheid?
Het hof van Beroep te Brussel heeft meermaals geprobeerd om deze aansprakelijkheid om te vormen naar een objectieve aansprakelijkheid in hoofde van de ouders. Dit zou er met andere woorden tot leiden dat het wettelijk aansprakelijkheidsvermoeden onweerlegbaar is, en ouders altijd aansprakelijk zouden zijn voor de schadeverwekkende gedragingen van hun kinderen. Het Hof van Cassatie echter heeft dit telkens afgewezen.